# The White Room (The KLF)
The White Room è il quarto album in studio del gruppo musicale britannico KLF, pubblicato il 4 marzo 1991.

## Il disco
Originalmente concepito dal gruppo come colonna sonora di un loro film omonimo, che non venne però mai portato a termine, l'album include la cosiddetta "stadium house trilogy", ovvero i singoli What Time Is Love?, 3 a.m. Eternal e Last Train to Trancentral. Viene inoltre ricordato per essere stato il loro album di maggior successo commerciale.
Segnando un ritorno alla musica da ballo del passato The White Room si distingue dai dischi precedenti per il minore uso di campionamenti e la presenza di cantanti ospiti. Fra i brani presenti vi sono, oltre alla nota e già citata What Time is Love? (quella presente nell'album è la nuova versione di un loro omonimo singolo dimenticato), Build a Fire, che gioca sui suoni metallici di una chitarra, No More Tears, una sorta di country-gospel, e Justified and Ancient, un brano dalle sfumature soul.

## Tracce
1. What Time is Love? – 4:43
2. Make It Rain – 4:06
3. 3 a.m. Eternal (Live at the S.S.L.) – 3:36
4. Church of the KLF – 1:53
5. Last Train to Trancentral – 5:33
6. Build a Fire – 4:40
7. The White Room – 5:15
8. No More Tears – 9:24
9. Justified and Ancient – 4:44

## Formazione
- Jimmy Cauty – strumentazione elettronica
- Bill Drummond – strumentazione elettronica
- Nick Coler – tastiere, voce (in 3 a.m. Eternal)
- Maxine Harvey – voce
- Black Steel – voce, basso (in No More Tears e Justified and Ancient), tastiera (in No More Tears)
- Ricardo Lyte – voce (in 3 a.m. Eternal e Last Train to Trancentral)
- Isaac Bello – voce (in What Time Is Love?)
- Tony Thorpe – strumentazione elettronica
- Duy Khiem – sassofono tenore (in Make It Rain), clarinetto (in The White Room)
- Graham Lee – pedal steel guitar (in Build a Fire)
- P. P. Arnold - voce (in Church of the KLF)